# Peta širitev Evropske unije
Širitev Evropske unije leta 2004 je bila doslej največja širitev te povezave, in sicer za 10 držav. 1. maja leta 2004 so se Evropski uniji (EU) priključile naslednje države: Ciper, Češka, Estonija, Madžarska, Latvija, Litva, Malta, Poljska, Slovaška in Slovenija. Ta priključitev držav k Evropski uniji predstavlja največjo širitev glede na število držav in ljudi. 
Pred tem se je Evropska unija razširila že v letih 1973 (priključitev Danske, Irske in Združenega kraljestva šestim ustanovnim članicam – Franciji, Nemčiji, Italiji in državam Beneluksa), 1981 (priključitev Grčije), 1986 (priključitev Španije in Portugalske) in 1995 (priključitev Avstrije, Finske in Švedske). Deset novih držav članic je k populaciji EU prineslo skoraj 75 milijonov ljudi, število držav članic EU pa je naraslo s prejšnjih 15 na 25. Evropsko unijo so tako leta 2004 sestavljale naslednje države: Avstrija, Belgija, Ciper, Češka, Danska, Estonija, Finska, Francija, Grčija, Irska, Italija, Latvija, Litva, Luksemburg, Madžarska, Malta, Nemčija, Nizozemska, Poljska, Portugalska, Slovaška, Slovenija, Španija, Švedska in Velika Britanija. Ta širitev in širitev v letu 2007 naj bi predstavljali zaključek procesa simbolične ponovne združitve Evrope, ki je bila po drugi svetovni vojni ločena z železno zaveso.

## Ozadje
Države, ki so se želele vključiti v EU, so morale pred tem izpolnjevati t. i. københavnska merila. Ta merila za pristop so bila določena s strani Evropskega sveta v letu 1993 in so vsebovala politična, gospodarska ter pravna merila. Ta merila so spremljala proces priključitve držav prosilk, Evropska komisija pa je na podlagi københavnskih meril tudi ocenjevala pripravljenost držav za pristop k EU. Politična merila za pristop so zahtevala od držav kandidatk, da so zagotovile stabilnost institucij (te so morale zagotavljati demokracijo, pravno državo, človekove pravice in spoštovanje ter zaščito manjšin). Gospodarska merila so se nanašala na zahteve po obstoju delujočega tržnega gospodarstva in sposobnosti zagotavljanja obvladovanja konkurenčnih pritiskov in tržnih sil v EU. Pravna merila pa so določala sposobnost države, da prevzame obveznosti članstva, ki so določene na podlagi zakonodaje in pravnega reda EU ter obveznosti spoštovanja ciljev politične, ekonomske in monetarne unije. Do leta 2002 so vse države prosilke že izpolnjevale politične pogoje, za dopolnitev ekonomskih in pravnih pa so imele čas do začetka leta 2004.
Države, ki so se želele priključiti EU, so morale prošnjo nasloviti na Svet EU. Svet EU je 14. aprila 2003 sprejel prošnje za članstvo v EU vseh desetih držav prosilk. Pogajanja z državami kandidatkami je vodilo predsedstvo Sveta EU, osrednjo vlogo pri odločanju pa je imela Evropska komisija. Med pogajanji se je usklajevalo pravni red držav kandidatk s pravnim redom EU. O uspešnosti pogajanj je odločala Evropska komisija, ki je Svetu EU posredovala sklepno poročilo o pristopih novih držav. Pogoj pristopa držav je bil, da se s pristopom strinjata tako Svet EU kot tudi Evropski parlament. 16. aprila 2003 je v Atenah potekalo podpisovanje pogodbe o priključitvi desetih držav k Evropski uniji. Pogodbo so podpisali predstavniki dotedanjih držav članic in predstavniki novih držav članic. To je predstavljalo končni del pogajalskega procesa o vstopu v EU. Države kandidatke so s podpisom te pogodbe postale države pristopnice. Ta pogodba je med drugim določala tudi pogoje, ki so jih morale države pristopnice še izpolniti. Poleg tega je pogodba omogočala starim državam članicam, da so začasno omejile dostop do svojega trga dela (za največ 7 let) državljanom pristopnih držav članic (z izjemo Malte in Cipra).
Širitev Evropske unije, ki je potekala leta 2004, je bila sklenjena na podlagi sporazuma med takratnimi državami članicami (EU-15) in novimi državami članicami. Slednje so odstopile od prejšnjih sporazumov o prosti trgovini in se priključile sporazumom o prosti trgovini EU. Del integracije v EU je predstavljalo med drugim tudi postopno odpravljanje migracijskih omejitev s strani starih držav članic. Združeno kraljestvo je to storilo že leta 2004, dve leti kasneje so sledile Grčija, Italija, Portugalska in Španija, leta 2008 še Francija ter naslednje leto Belgija in Danska, kot zadnji pa sta to storili Avstrija in Nemčija v letu 2011.
|           | PREVZETJE EVRA | ŠTEVILO PREDSTAVNIKOV V EVROPSKEM PARLAMENTU | ŠTEVILO PREDSTAVNIKOV V EKONOMSKO-SOCIALNEM ODBORU | ŠTEVILO PREDSTAVNIKOV V EVROPSKEM ODBORU REGIJ | PREDSEDOVANJE SVETU EU       | VKLJUČITEV V SCHENGENSKO OBMOČJE |
| --------- | -------------- | -------------------------------------------- | -------------------------------------------------- | ---------------------------------------------- | ---------------------------- | -------------------------------- |
| Ciper     | 2008           | 6                                            | 5                                                  | 5                                              | 2012; naslednji mandat: 2026 |                                  |
| Češka     | -              | 21                                           | 12                                                 | 12                                             | 2009, 2022                   | 2007                             |
| Estonija  | 2011           | 7                                            | 7                                                  | 7                                              | 2017                         | 2007                             |
| Latvija   | 2014           | 8                                            | 7                                                  | 7                                              | 2015; naslednji mandat: 2028 | 2007                             |
| Litva     | 2015           | 11                                           | 9                                                  | 9                                              | 2013; naslednji mandat: 2027 | 2007                             |
| Madžarska | -              | 21                                           | 12                                                 | 12                                             | 2011; naslednji mandat: 2024 | 2007                             |
| Malta     | 2008           | 6                                            | 5                                                  | 5                                              | 2017; naslednji mandat: 2030 | 2007                             |
| Poljska   | -              | 52                                           | 21                                                 | 21                                             | 2011; naslednji mandat: 2025 | 2007                             |
| Slovaška  | 2009           | 14                                           | 9                                                  | 9                                              | 2016; naslednji mandat: 2030 | 2007                             |
| Slovenija | 2007           | 9                                            | 7                                                  | 7                                              | 2008, 2021                   | 2007                             |

## Nove članice

### Ciper
Leta 1972 je vlada Republike Ciper sklenila pridružitveni sporazum z Evropsko gospodarsko skupnostjo, ki je v veljavo stopil naslednje leto. 1990 je bil vložena prošnja za članstvo Cipra v Evropski gospodarski skupnosti. 1993 je Evropska komisija podala mnenje o tej prošnji in ovenila, da Ciper izpolnjuje merila za članstvo. Pristopna pogajanja za vstop Cipra v EU so se začela leta 1998. Vlogo glavnega pogajalca je prevzel George Vassiliou, nekdanji ciprski predsednik. V pogajalski skupini ni bilo predstavnikov ciprskih Turkov, saj je njihova skupnost ponudbo članstva v pogajalski skupini zavrnila. Pristopno pogodbo sta kot predstavnika Cipra podpisala Tassos Papadopoulos, ciprski predsednik države, in George Iacovou, minister za zunanje zadeve. Julija 2003 je bila pristopna pogodba ratificirana. Ciper se je kljub razdeljenosti (v centru katere je konflikt med grško in turško skupnostjo) v Evropsko unijo priključil kot celota. Tudi ciprski Turki so dobili potne liste Evropske unije in so njeni državljani. Ciper ima sicer dva uradna jezika – grščino in turščino – a je le grščina priznana kot eden izmed uradnih jezikov Evropske unije.

### Češka
Januarja 1996 je Češka zaprosila za članstvo v EU. Evropski sporazum, pravna podlaga med EU in Češko, je bil podpisan oktobra 1993, v veljavo pa je stopil s 1. februarjem 1995. Cilji tega sporazuma so bili zagotavljanje pravnega okvira za politični dialog, spodbujanje širitve trgovinskih in gospodarskih odnosov med stranmi, zagotavljanje tehnično in finančno pomoč ter podporo v postopnem vključevanju Češke v EU. Novembra 1994 je bil ustanovljen vladni odbor za evropske integracije, ki ga je vodil predsednik vlade, med stalnimi člani pa so bili ministri za finance, industrijo in trgovino, kmetijstvo ter zunanje zadeve. 1995 je vlada odobrila načrt za proces približevanja češke zakonodaje evropski.
Že parlamentarne volitve, ki so potekale v letu 2002, in z njimi povezane volilne kampanje, so bile močno zaznamovane z vprašanjem češkega vstopa v EU, saj naj bi bil pristopni proces v tem letu zaključen. V volilni kampanji so se stranke (in mediji, ki so o njej poročali) osredotočale na poudarjanje nacionalnega interesa v kontekstu vključevanja v EU. So pa pomembnejša vprašanja o vstopu v EU v okviru kampanje bila zasenčena s takratnimi aktualnimi vprašanji, ki so bila bolj nacionalne narave – vprašanje o Beneševih dekretih in jedrski elektrarni Temelin. Na Češkem je pred priključitvijo države k EU potekal referendum, na katerem so prebivalce spraševali, ali sprejmejo ali zavrnejo pristopno pogodbo k EU, ki je Češki omogočala članstvo v EU. Referenduma se je od 8,259,525 volilnih upravičencev udeležilo 4,557,960 (55%). 77,33% volivcev se je odločilo za vstop Češke v EU. V tem obdobju je bil predsednik Češke Vaclav Klaus, premiersko mesto pa je zasedal Vladimir Špidla. Poleg njiju sta pristopno pogodbo k EU v imenu Češke podpisala še Cyril Svoboda, namestnik predsednika vlade in minister za zunanje zadeve, in Pavel Telička, vodja pogajalske delegacije Češke republike za pristop k EU ter veleposlanik in vodja Misije Češke republike pri Evropskih skupnostih.

### Estonija
Vse od osamosvojitve dalje si je Estonija prizadevala za povečanje političnih in ekonomskih povezav z EU. Prošnja za članstvo Estonije v EU je bila oddana novembra 1995. Diplomatske povezave z Evropskimi skupnostmi je Estonija vzpostavila že v avgustu 1991, Sporazum o trgovini in sodelovanju pa je bil sklenjen 11. maja 1992 in v veljavo je stopil naslednje leto. Sporazum o prosti trgovini med EU in Estonijo je bil sklenjen 18. julija 1994, veljati pa je začel s prvim dnem leta 1995. V istem letu je bil sklenjen še Evropski sporazum med Evropskimi skupnostmi in Estonijo, ki je predstavljal pravno podlago za odnose med Estonijo in EU. Ta sporazum naj bi predstavljal okvir za politične dialoge, spodbujal širitev ekonomskih odnosov med obema podpisnicama, predstavljal osnovo za tehnično in finančno podporo in okvir za podporo estonske postopne integracije v EU. Estonska vlada je junija 1996 pripravila Načrt aktivnosti za vstop v Evropsko unijo, ki je vseboval pobude za zakonodajne spremembe, ki so bile potrebne za kasnejše sprejetje pravnega reda EU. V državnem zboru so z namenom integracije v EU vzpostavili tudi poseben odbor za evropske zadeve.
Pogajanja o pristopu Estonije k EU so se začela v letu 1997. V decembru 2002 je bila s strani vrha EU v Köbenhavnu uradno povabljena, da se priključi EU. V septembru 2003 je bil organiziran referendum, na katerem so se Estonci odločili za pristop Estonije k EU. Referenduma se je od 859,714 registriranih volivcev udeležilo 555,835 (64%). Podporo priključitvi Estonije k EU je izrazilo 66,83 volivcev. Naslednje leto se je Estonija priključila tako EU (maj 2004) kot tudi NATO paktu (marec 2004). V tem času je bil predsednik države Arnold Rüütel, premier pa Juhan Parts. Poleg predsednika države Rüütela je pristopno pogodbo k EU v imenu Estonije podpisala tudi ministrica za zunanje zadeve Kristiina Ojuland.

### Latvija
V septembru 2003 je bil organiziran referendum, na katerem se je Latvijce spraševalo o njihovi podpori članstvu Latvije v EU. Na referendumu je bila 73% udeležba, pristop Latvije k EU pa se je podprl 67.49% glasov za vstop v EU. Latviji je takrat predsedovala Vaira Vike-Freiberga, predsednik vlade pa je bil Einars Repše. Pogodbo o pristopu Latvije k EU sta poleg predsednice države in predsednika vlade podpisala tudi ministrica za zunanje zadeve Sandra Kalniete in Andris Ķesteris. Slednji je bil državni podsekretar Ministrstva za zunanje zadeve in glavni pogajalec Republike Latvije za njen pristop k EU.

### Litva
V obdobju priprav in ob vstopu Litve v Evropsko Unijo je bil litvanski predsednik vlade Algirdas Mykolas Brazauskas. Predsednik Litve pa je bil Rolandas Paksas. 10. maja 2003, torej slabo leto pred vključitvijo Litve v EU, so za prebivalce organizirali referendum. Državljani so se odločali, ali se strinjajo s članstvom Litve v EU. Referenduma se je udeležilo 63% volilnih upravičencev (1,665,565 od 2,631,252 vseh upravičencev), ki so se z 91,04-odstotno večino odločili za priključitev Litve k EU. Proti vključitvi je glasovalo le 147,452 volivcev (8,96%). Poleg predsednika države Brazauskasa je pristopno pogodbo podpisal tudi minister za zunanje zadeve Antanas Valionis.

### Madžarska
Aprila 2003 je na Madžarskem potekal referendum, na katerem so prebivalci odgovarjali na vprašanje, ali bi Madžarska morala postati članica EU. Referenduma se je udeležilo 46% volivcev (3,666,715 od 8,042,272 volilnih upravičencev), ki so s 83,76-odstotno večino odločili, da se Madžarska priključi EU (3,056,027 glasov za, 592,690 glasov proti). Predsednik Republike Madžarske je bil v tem obdobju Ferenc Madl, premier pa Edward Peter Medgyessy. Glavni pogajalec za pristop Madžarske k EU je bil Endre Juhász (veleposlanik Republike Madžarske pri Evropski uniji). Poleg njega pa sta pogodbo o pristopu Madžarske k EU pospisala še predsednik vlade Medgyessy in minister za zunanje zadeve László Kovács.

### Malta
Malta je ob priključitvi EU imela 0,4 milijona prebivalcev. Leto pred priključitvijo, natančneje 8. marca 2003, se je na Malti organiziral referendumu, ki je prebivalce spraševal, ali naj se Malta priključi EU v širitvi, ki je bila predvidena za 1. maja 2004. Referenduma se je udeležilo 91% vseh volilnih upravičencev (270,650 volivcev), od teh se je s pristopom Malte k EU strinjalo 143,094 (53,65%), proti temu pa se je opredelilo 123,628 (46,35%) volivcev. V času referenduma je bil predsednik države Guido de Marco. Naslednjič je premierski mandat prevzel leta 2003. Poleg njega sta pogodbo o pristopu Malte k EU podpisala še minister za zunanje zadeve Joe Borg in Richard Cachia Caruana, ki je bil vodja malteške pogajalske delegacije. 16. aprila 2003 je v imenu Malte podpisal pristopno pogodbo k EU. 
Za svoja prizadevanja za vstop Malte v EU je Fenech Adami prejel leta 2003 nagrado Evropejec leta. Fenech Adami je vstop Malte v EU pričakal kot predsednik države. V februarju in marcu leta 2004 je odstopil z mesta vodje Nacionalistične stranke in predsednika vlade ter s 4. aprilom 2004 nastopil vlogo predsednika države, ki jo je opravljal do leta 2009. Na premierskem mestu ga je zamenjal Lawrence Gonzi, ki je bil med letoma 1994 in 2004 podpredsednik vlade. Gonzi je premiersko vlogo prevzel 23. marca 2004, 1. maja pa je že prisostvoval na uradni slovesnosti ob sprejemu Malte in ostalih novih držav članic v Evropsko unijo. Slovesnost je potekala v Dublinu na Irskem. Na dan priključitve k EU so na Malti organizirali celodnevne slovesnosti. Že pred uradno priključitvijo pa so organizirali razstave, koncerte in druge kulturne prireditve, ki so obeleževale vključitev Malte v skupnost držav Evropske unije.

### Poljska
Zbliževanje z državami Evropske skupnosti je Poljska začela konec osemdesetih let 20. stoletja. 19. septembra 1989 je z Evropsko skupnostjo podpisala sporazum o trgovinskem in gospodarskem sodelovanju. Uradno vlogo za pogajanja o priključitvi k Evropski skupnosti je vložila naslednje leto, natančneje 25. maja 1990. V Bruslju je bila 16. decembra 1991 sklenjena Evropska pogodba, ki je povezala Poljsko z Evropsko skupnostjo. Pogodba je bila s strani sveta ministrov Republike Poljske sprejeta 1. februarja 1994.
Uradno prošnjo za članstvo v EU je Poljska vložila 8. aprila 1994, pristopna pogajanja pa so se začela štiri leta kasneje. Že v letih pred referendumom pa so analitiki ugotavljali, da je velika možnost, da se bodo na referendumu ljudje odločili za pristop k EU (76% udeležencev referenduma naj bi glede na takratne ocene glasovalo za priključitev in 24% proti). Podporo vstopu Poljske v EU naj bi izražali predvsem ljudje z višjim socialno-ekonomskim statusom in ugodnim življenjskim položajem. Podporniki naj bi pričakovali dvig življenjskega standarda ter več zaposlitvenih in študijskih priložnosti. Med nasprotniki naj bi bilo več starejših, manj izobraženih ljudi, ki so slabše finančno preskrbljeni. Podporniki in nasprotniki naj bi se ločili tudi glede na podporo političnih strank; podporniki so bili volivci desničarskih strank, nasprotniki pa komunistične partije. 7. in 8. junija 2003 so je potekal referendum, na katerem se je 77,45% poljskih državljanov odločilo za članstvo Poljske v EU. Podpisniki pristopne pogodbe so v imenu Poljske bili predsednik vlade Leszek Miller, minister za zunanje zadeve Wlodzimierz Cimoszewicz in Danuta Hübner, državna sekretarka Ministrstva za zunanje zadeve.
Pričakovanja Poljakov pred vstopom v EU so bila, da bodo s tem pridobili več možnosti na področju izobraževanja, več jamstva za spoštovanje javnega reda in miru, večjo politično stabilnosti in boljše delovanje državnih organov ter večjo skrb za okolje. Po drugi strani pa so se pojavljali tudi dvomi o tem, kaj bo prinesel nadzor EU nad državo. Prebivalci Poljske so izražali zaskrbljenost nad tem, da bo Poljska z vstopom v EU izgubila nacionalno suverenost in da se bo postopno oslabila poljska kulturna tradicija. Še ena izmed skrbi Poljakov je bil val priseljencev, ki so jih pričakovali z vstopom v EU. Ta bi naj, po mnenju nekaterih, vplival na slabšanje zaposlitvenih možnosti domačinov. Več kot polovica anketiranih Poljakov, je pred vstopom Poljske v EU menila, da se bo socialna varnost s priključitvijo EU izboljšala. Na splošno so bili sicer Poljaki privrženi vstopu v EU, kar se je kasneje pokazalo tudi na referendumu. Z vstopom Poljske v Evropsko unijo je krščanstvo postala ena izmed tem v pogovorih o Evropejcih in temeljnih vrednotah, ki jih naj bi Evropska unija predstavljala. Okrepila se je ideja krščanske Evrope in posledično se je pod vprašaj postavilo širitev na Balkan in v Turčijo.

### Slovaška
16. maja 2003 je na Slovaškem potekal referendum, na katerem so se državljani odločali o članstvu Slovaške v EU. Referendum je imel 52-odstotno udeležbo (2,176,990 od 4,174,097 vseh volilnih upravičencev), volivci pa so z 93,71-odstotno večino (2,012,870 glasov za, 135,031 glasov proti) pokazali podporo pristopu Slovaške k EU. Predsednik Slovaške republike je v tem času bil Rudolf Schuster, premier pa Mikulas Dzurinda. Poleg njiju sta pogodbo o pristopu Slovaške k EU podpisala tudi minister za zunanje zadeve Eduard Kukan, in Ján Figeľ, ki je glavni pogajalec v procesu vstopa Slovaške v EU.

### Slovenija
Kmalu po osamosvojitvi Slovenije, so se začela prizadevanja za povezovanje Slovenije z Evropsko unijo. V letu 1993 je začel veljati sporazum o sodelovanju med Slovenijo in Evropsko gospodarsko skupnostjo. Istega leta je Slovenija uradno zaprosila za začetek pogajanj o evropskem sporazumu, ki je bil podpisan leta 1996, v veljavo pa je stopil leta 1999. V letu 1996 je Slovenija formalno zaprosila za članstvo v EU. Z začetkom leta 1997 je začel veljati trgovinski sporazum med Slovenijo in EU, na začetku naslednjega leta pa je vlada sprejela strategijo o vključevanju Slovenije v EU. 1998 je bilo tudi leto uradnega začetka pogajanj za pristop k EU. Pogajanja so se končala decembra 2002.
Leta 1996 so raziskave slovenskega javnega mnenja ugotavljale naklonjenost državljanov do vključitve Slovenije v EU. Rezultati so pokazali, da je bila podpora vključitvi visoka, in sicer je 57% vprašanih odgovorilo, da menijo, da bi Slovenija s polnim članstvom v EU pridobila. Tudi dve leti pred vključitvijo Slovenije v EU so bile opravljane raziskave, s katerimi se je ugotavljala naklonjenost državljanov priključitvi. Rezultati teh raziskav so pokazali, da so Slovenci imeli ambivalenten odnos do priključitve EU. Skoraj 22% vprašanih je odgovorilo, da Slovenija z vstopom v EU ne bi pridobila, skoraj 29% jih ni imelo jasno izoblikovanega mnenja o priključitvi, več kot polovica vprašanih pa ne bi izrazilo obžalovanja v primeru, da bi bila slovenska integracija v EU neuspešna. Nasprotno so slovenske politične stranke slovensko integracijo v EU videle kot neizbežno.
23. marca 2003 je v Sloveniji potekal posvetovalni referendum, na katerem so državljani odločali o dveh vprašanjih. Eno vprašanje je državljane spraševalo, ali naj se Slovenija vključi v NATO, drugo pa, ali se strinjajo s članstvom Slovenije v EU. Referenduma se je udeležilo 60,44% volilnih upravičencev, ki so obema vprašanjema pritrdili. Za članstvo v NATO paktu se je odločilo 637.882 volivcev (66,08 %; proti je glasovalo 327.463 volivcev oziroma 33,92%), za članstvo v EU pa 89,64% (869.171; proti je glasovalo 100.503 volivcev oziroma 10,36%). Vseh oddanih glasovnic za priključitev Slovenije k EU je bilo 974.558, od tega 0,50% (4.884 glasovnic) neveljavnih. 13. junija 2003 so potekale prve volitve slovenskih poslancev v Evropski parlament. V tem obdobju je bil na funkciji predsednika države Janez Drnovšek, vlado pa je vodil premier Anton Rop. Poleg njiju je pristopno pogodbo k EU podpisal še minister za zunanje zadeve Dimitrij Rupel. Podpis pristopne izjave je potekal 16. aprila 2003, ratificirana pa je bila v januarju 2004. 1. januarja 2007 je Slovenija prevzela evro. Prevzem evra kot nove nacionalne valute je bil uzakonjen z Zakonom o uvedbi evra. S tem je Slovenija postala prva izmed novih držav članic, ki je prevzela valuto EU, in trinajsta država članica evrskega območja.

## Ocene priključitve
Janez Potočnik je širitev EU po petih letih označil za uspešno v vseh pogledih in izpostavil, da so »...nove članice [so] postale trdne in enakopravne partnerice v Evropski skupnosti, varnost in stabilnost v Evropi sta se okrepili, odzivanje na težave, kot sta finančna in ekonomska kriza neslutenih razsežnosti, je lažje in učinkovitejše.«
Kot posledica priključitve EU statistični podatki za Latvijo kažejo, da je do leta 2022 prišlo do povečanja BDP na prebivalca (za 3,6-krat), povečanja neposrednih tujih naložb (za 6-krat), do zvišanja povprečne neto plače (za 4-krat), povečanja izvoza blaga in storitev (za 3,6-krat in 3,3-krat) in zmanjšanje kriminala.
Širitev EU je v novih državah članicah imela za posledico upad stopnje brezposelnosti. Na splošno se je z vstopom v EU za prebivalce novih držav članic zvišala blaginja, zlasti za visokokvalificirane posameznike. Splošna ocena največje širitve EU je po petih letih bila, da so nove članice s priključitvijo pridobile hitrejšo rast BDP-ja. Z razširitvijo pa naj bi pridobile tudi stare države članice, ki so z razširitvijo pridobile večji izvozni trg in razširitev proizvodnih mrež (to je omogočilo ohranjanje konkurenčnosti in delovnih mest). Še ena izmed posledic širjenja čezmejnega poslovanja in povezovanja je bila večja produktivnost po celotni EU. EU pa je s prihodom novih članic postala tudi bolj tekmovalna. Državljani novih EU članic so imeli omogočeno večjo čezmejno mobilnost (sploh pri iskanju zaposlitve v drugih državah članicah), vendar to v starih državah članicah ni pomenilo poplave migrantskih delavcev, ki bi državljanom starih držav članic prevzemali delovna mesta. Prosto gibanje delavcev je bil tudi eden izmed osnovnih principov EU. Ta je zapisan tudi v Pogodbi o ustanovitvi Evropske skupnosti. Več mobilnosti prebivalstva se je kazalo pri mladih in visoko kvalificiranih posameznikih, saj so bili bolj pripravljeni odhajati v bolj oddaljene trge dela. Mlajši in bolj izobraženi pa so odhajali predvsem v bolj odprte trge dela. So pa migranti iz novih članic odhajali tudi v države, ki niso vodile t. i. politike odprtih vrat. Po največji razširitvi EU so voditelji nekaterih držav članic opozarjali na t. i. absorpcijsko sposobnost EU. Kar pomen, da mora EU pri širitvah upoštevati svojo sposobnost sprejemanja novih držav članic. Opozorila so bila posledica javnega mnenja v starih državah članicah, kjer so državljani izražali zaskrbljenost nad novimi širitvami. Leta 2006 je tako Evropska komisija sprejela širitveno strategijo, v temelju katere je bila upoštevana tudi t. i. integracijska sposobnost EU. Z širitvijo EU so pridobile tako stare kot nove države članice, vendar so primerjalno največ pridobile ravno nove države članice.
Obstajajo pa tudi kritike razširjanja EU in politična nasprotovanja EU ter evroskepticizem. Evroskeptiki med drugim kritizirajo pretirano zbirokratiziranost EU, to, da EU ne gre zaupati in to, da je EU oddaljena od problemov, s katerimi se srečujejo ljudje na vsakodnevni ravni. Poleg tega izražajo dvom o organizacijah, praksah in zakonih EU. Ena izmed kritike širitev EU govori o tem, da lahko širitev EU vpliva razdiralno na politične sisteme. Kritiki izpostavljajo tudi, da zagovorniki širitev zanemarjajo negativne učinke širitve EU in se osredotočajo le na njihovo pozitivno plat. Kritike EU se kažejo tudi pri statističnih raziskavah o zaupanju v institucije EU, med letoma 2004 in 2015 je bil namreč zaznan padec v zaupanju. Spodkopavanje nacionalne suverenosti, elitizem, zbirokratiziranost, potratnost, pomanjkanje transparentnosti in demokratične legitimnosti pa so primeri kritik, ki letijo na EU.